# Vloeiboren

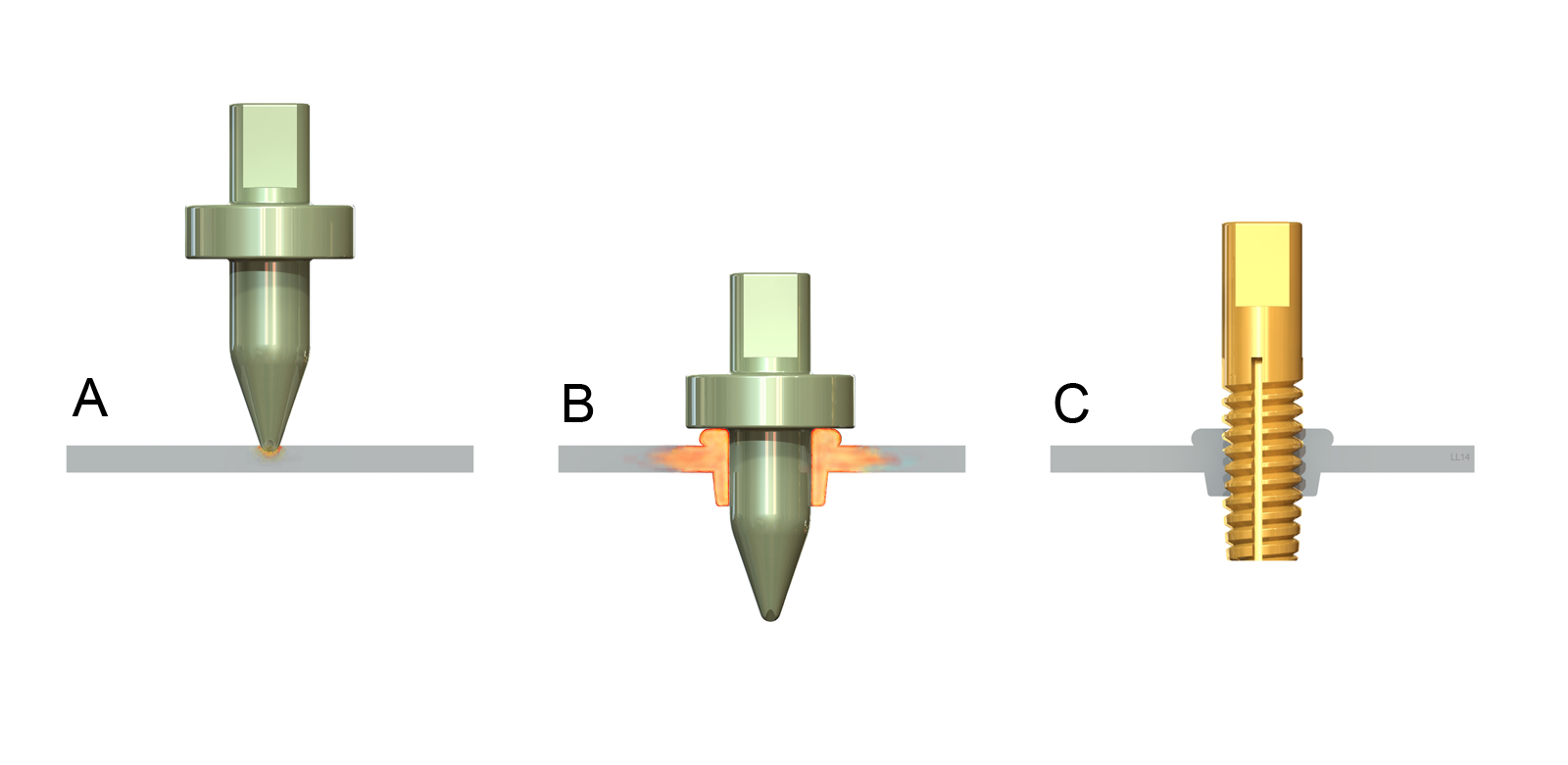
A. Start. B. Door druk en draaiing van wordt wrijvingswarmte opgewekt, die het materiaal week maakt. Uiteindelijk wordt de vorm door het materiaal heen gedrukt. C. Schroefdraad snijden.

Vloeiboren is een niet-verspanende methode om gaten in metaal te boren, waarbij het materiaal vervloeid wordt door hoge druk en wrijvingsenergie toe te voegen.

## Geschiedenis
Al in 1923 probeerde de Fransman Jean Claude de Valière een stuk gereedschap te maken dat gaten in metaal kon maken door middel van wrijvingswarmte in plaats van door te verspanen. Dat was maar een matig succes, omdat nog niet de geschikte materialen beschikbaar waren. Bovendien had hij nog niet ontdekt wat de gunstigste vorm van een dergelijk stuk gereedschap was. Pas begin jaren tachtig twintigste eeuw kwam het tot een bruikbaar productieproces.

## Werkingsprincipe
Vloeiboren maakt gebruik van een zeer hittebestendig hardmetalen (wolfraamcarbide), puntig maar niet scherp voorwerp. Dit wordt met hoog toerental en hoge druk tegen een werkstuk gedrukt. Daardoor wordt plaatselijk veel wrijvingswarmte ontwikkeld, waardoor het materiaal van het werkstuk een temperatuur bereikt waarbij het plastisch-vloeibaar wordt. De vloeiboor 'zakt' dan door het werkstuk heen, onder vorming van een gat. Het vervloeide materiaal gaat niet verloren maar vormt een bus rond dat gat. Die bus heeft een lengte van ongeveer driemaal de oorspronkelijke wanddikte.
Er bestaan ook vloeiboren die bovenaan zijn uitgerust met een snijkantje, dat op het eind van de bewerking het naar boven gevloeide materiaal afsnijdt. De typische 'kraag' wordt dan weggesneden, zodat aan de bovenzijde een vlak oppervlak ontstaat. (Daarmee is dit toch weer een beetje een verspanende bewerking geworden.)

## Voordelen
- Zeer snel procedé
- Door de vorming van bovengenoemde bus is het mogelijk om voorwerpen (bv. bouten) met een grote sterkte te bevestigen in zeer dun plaatmateriaal.
- Het is bovendien een schoon proces, doordat er geen afval (spanen) wordt geproduceerd.

## Nadelen
- Dit proces is niet mogelijk in 'vol' materiaal. Het vervloeide materiaal moet ergens heen kunnen. De maximale materiaaldikte is ongeveer de helft van de diameter van het te vormen gat. Het is mogelijk om materiaal tot 12 mm dik op deze wijze te bewerken.
- Het te bewerken materiaal moet de toegevoegde hitte kunnen verdragen. Materiaal dat voorzien is van een coating, zoals kunststof, verf of materiaal dat gegalvaniseerd is, is daardoor vaak ongeschikt.
- Er is een wat groter motorvermogen nodig dan bij boren.

## Voorbeelden
- Buizen van een fietsframe zijn zo dunwandig dat daarin niet een schroefdraad getapt kan worden waarin voorwerpen zoals een bagagedrager, bidonhouder etc. kunnen worden geschroefd. Door in de bus die ontstaat tijdens het vloeiboorproces een schroefdraad te rollen, kan daarin een zeer sterke boutverbinding worden gemaakt.
- Door middel van vloeiboren kan in één beweging een gat in plaatmateriaal gemaakt worden, waarin een lager geperst kan worden.
- In een bus die is ontstaan door vloeiboren kan een buis geperst worden, bijvoorbeeld voor een warmtewisselaar.